# Mohave Valley
Mohave Valley é uma Região censo-designada localizada no estado americano de Arizona, no Condado de Mohave.

## Demografia
Segundo o censo americano de 2000, a sua população era de 13.694 habitantes.

## Geografia
De acordo com o United States Census Bureau tem uma área de
117,6 km², dos quais 117,2 km² cobertos por terra e 0,4 km² cobertos por água.

## Localidades na vizinhança
O diagrama seguinte representa as localidades num raio de 24 km ao redor de Mohave Valley.